# گسلر ۱۱۳۳۵۵
سیارک ۱۱۳۳۵۵ (به انگلیسی: 113355 Gessler، نامگذاری:2002RW240) صد و سیزده هزار و سیصد و پنجاه و پنجمین سیارک کشف شده‌است که در ۱۴ سپتامبر ۲۰۰۲ کشف شد.